# Boxweltmeisterschaften 2011
Die Amateur-Boxweltmeisterschaften 2011 fanden vom 22. September bis 10. Oktober 2011 unter Aufsicht des Amateurboxsportweltverbandes AIBA in Aserbaidschans Hauptstadt Baku statt.
Es haben 570 Boxer aus 113 Ländern an den Weltmeisterschaften teilgenommen.

## Medaillengewinner
| Klasse                              | Gold                                | Silber                          | Bronze                                                         |
| ----------------------------------- | ----------------------------------- | ------------------------------- | -------------------------------------------------------------- |
| Halbfliegengewicht (– 49 Kilogramm) | Zhou Shiming Volksrepublik China    | Shin Jong-hun Südkorea          | David Hajrapetjan Russland Pürewdordschiin Serdamba Mongolei   |
| Fliegengewicht (– 52 Kilogramm)     | Michail Alojan Russland             | Andrew Selby Wales              | Rau’Shee Warren Vereinigte Staaten Jasurbek Latipov Usbekistan |
| Bantamgewicht (– 56 Kilogramm)      | Lázaro Álvarez Kuba                 | Luke Campbell England           | Anwar Junussow Tadschikistan John Joe Nevin Irland             |
| Leichtgewicht (– 60 Kilogramm)      | Wassyl Lomatschenko Ukraine         | Yasniel Toledo Kuba             | Domenico Valentino Italien Ghani Schajlauow Kasachstan         |
| Halbweltergewicht (– 64 Kilogramm)  | Éverton dos Santos Lopes Brasilien  | Denys Berintschyk Ukraine       | Vincenzo Mangiacapre Italien Thomas Stalker England            |
| Weltergewicht (– 69 Kilogramm)      | Taras Schelestjuk Ukraine           | Serik Säpijew Kasachstan        | Vikas Krishan Yadav Indien Egidijus Kavaliauskas Litauen       |
| Mittelgewicht (– 75 Kilogramm)      | Jewhen Chytrow Ukraine              | Ryōta Murata Japan              | Bogdan Juratoni Rumänien Esquiva Falcão Florentino Brasilien   |
| Halbschwergewicht (– 81 Kilogramm)  | Julio César La Cruz Kuba            | Ädilbek Nijasymbetow Kasachstan | Jegor Mechonzew Russland Elshod Rasulov Usbekistan             |
| Schwergewicht (– 91 Kilogramm)      | Oleksandr Ussyk Ukraine             | Teymur Məmmədov Aserbaidschan   | Sjarhej Karnejeu Belarus Wang Xuanxuan Volksrepublik China     |
| Superschwergewicht (+ 91 Kilogramm) | Məhəmmədrəsul Məcidov Aserbaidschan | Anthony Joshua England          | Iwan Dytschko Kasachstan Erik Pfeifer Deutschland              |

## Medaillenspiegel
| Rang | Land                | Gold | Silber | Bronze | Gesamt" |
| ---- | ------------------- | ---- | ------ | ------ | ------- |
| 1    | Ukraine             | 4    | 1      | 0      | 5       |
| 2    | Kuba                | 2    | 1      | 0      | 3       |
| 3    | Aserbaidschan       | 1    | 1      | 0      | 2       |
| 4    | Russland            | 1    | 0      | 2      | 3       |
| 5    | Volksrepublik China | 1    | 0      | 1      | 2       |
| 5    | Brasilien           | 1    | 0      | 1      | 2       |
| 7    | Kasachstan          | 0    | 2      | 2      | 4       |
| 8    | England             | 0    | 2      | 1      | 3       |
| 9    | Japan               | 0    | 1      | 0      | 1       |
| 9    | Südkorea            | 0    | 1      | 0      | 1       |
| 9    | Wales               | 0    | 1      | 0      | 1       |
| 12   | Italien             | 0    | 0      | 2      | 2       |
| 12   | Usbekistan          | 0    | 0      | 2      | 2       |
| 14   | Mongolei            | 0    | 0      | 1      | 1       |
| 14   | Vereinigte Staaten  | 0    | 0      | 1      | 1       |
| 14   | Irland              | 0    | 0      | 1      | 1       |
| 14   | Tadschikistan       | 0    | 0      | 1      | 1       |
| 14   | Indien              | 0    | 0      | 1      | 1       |
| 14   | Litauen             | 0    | 0      | 1      | 1       |
| 14   | Rumänien            | 0    | 0      | 1      | 1       |
| 14   | Deutschland         | 0    | 0      | 1      | 1       |
| 14   | Belarus             | 0    | 0      | 1      | 1       |
|      | Total               | 10   | 10     | 20     | 40      |